# Trigonophora confluens
Trigonophora confluens là một loài bướm đêm trong họ Noctuidae.